# ۶۵ (فیلم)
۶۵ فیلم علمی تخیلی اکشن دلهره‌آور آمریکایی به نویسندگی و کارگردانی اسکات بک و برایان وودز و با بازی آدام درایور و آریانا گرینبلات محصول ۲۰۲۳ است. این فیلم توسط کلمبیا پیکچرز، ریمی پرودانشز، و بک/وودز تولید شده‌است. در این فیلم، یک خلبان در دوره کرتاسه زمین سقوط می‌کند و برای زنده‌ماندن از محیط خطرناک ماقبل تاریخ می‌جنگد.
۶۵ در ۱۰ مارس ۲۰۲۳ توسط سونی پیکچرز منتشر شد و نقدهای متفاوتی از سوی منتقدان دریافت کرد.

## طرح داستان
پس از یک سقوط فاجعه‌بار در سیاره‌ای ناشناخته، خلبان میلز به سرعت متوجه می‌شود که روی نسخه‌ای از کرهٔ زمین در ۶۵ میلیون سال پیش گیر افتاده‌است. اکنون، تنها با یک شانس برای نجات، میلز و تنها بازمانده دیگر، کوآ، باید در یک نبرد حماسی برای زنده‌ماندن، مسیر خود را در یک زمین ناشناخته مملو از موجودات خطرناک ماقبل تاریخ (از جمله دایناسورها) طی کنند.

## بازیگران
- آدام درایور در نقش میلز
- آریانا گرینبلات در نقش کوآ
- کلوئی کلمن در نقش نوین
- نیکا کینگ در نقش آیلا

## تولید
در سپتامبر ۲۰۲۰، آدام درایور برای بازی در این فیلم قرارداد امضا کرد که به تهیه‌کنندگی، نویسندگی و کارگردانی اسکات بک و برایان وودز ساخته می‌شود و تولید آنرا سم ریمی با همکاری زینب عزیزی و دبی لیبلینگ برعهده دارد. دو ماه بعد، آریانا گرینبلات به بازیگران پیوست. در دسامبر ۲۰۲۰، کلوئی کلمن به بازیگران پیوست.
تصویربرداری اصلی در ۱۶ نوامبر ۲۰۲۰ در نیواورلئان آغاز شد. فیلمبرداری‌های دیگری نیز همچنین در جنگل ملی کیساچی در پریش ورنن، لوئیزیانا در ژانویه ۲۰۲۱ انجام شد. تصویربرداری در ۲۱ فوریه ۲۰۲۱ به پایان رسید.
جلوه‌های بصری توسط فریم‌استور و گوست وی‌اف‌اکس با کریس هاروی به عنوان ناظر جلوه‌های بصری ایجاد شدند. فیلم با بودجه ۹۱ میلیون دلاری فیلمبرداری شد، و هزینه نهایی فیلم پس از کاهش مالیاتی ۴۵ میلیون دلار اعلام شد.

### موسیقی
در فوریه ۲۰۲۱، اعلام شد که دنی الفمن آهنگسازی فیلم را بر عهده می‌گیرد که پیش از این در پروژه‌های کارگردانی با ریمی همکاری داشته‌است.

## انتشار
این فیلم در ابتدا برای انتشار در ۱۳ مه ۲۰۲۲ توسط سونی پیکچرز برنامه‌ریزی شده بود اما تاریخ انتشار آن به ۲۹ آوریل ۲۰۲۲ و نهایتاً به ۱۰ مارس ۲۰۲۳ انتقال داده شد.

## بازخورد

### فروش گیشه
۶۵ تا تاریخ ۱۵ مارس ۲۰۲۳، در ایالات متحده و کانادا ۱۳٫۴ میلیون دلار، و در مناطقِ دیگر جهان ۸٫۵ میلیون دلار به دست آورده‌است، که در مجموع فروش جهانی ۲۱٫۹ میلیون دلار را نشان می‌دهد.
این فیلم در ایالات متحده و کانادا در کنار جیغ ۶ و قهرمانان اکران شد و پیش‌بینی شده بود که از ۳۳۵۰ سینما در آخر هفته افتتاحیه خود ۷ تا ۹ میلیون دلار فروش داشته باشد. این فیلم ۱٫۲۲ میلیون دلار از پیش‌نمایش‌های پنجشنبه شب به دست آورد؛ این فیلم کمی بیش از انتظارات عمل کرد و در نخستین اکران آخر هفته خود به ۱۲٫۳ میلیون دلار رسید و در گیشه سوم شد.

### پاسخ انتقادی
در وبگاه جمع‌آوری نقد راتن تومیتوز، ٪۳۸ از ۷۳ بررسی منتقدان مثبت است و میانگینِ امتیاز آن ۴٫۹/۱۰ است. اجماع این وبگاه چنین می‌نویسد: «یک فیلم علمی تخیلی اشباع‌شده که راهی برای سرهم‌بندی آدام درایور در حال مبارزه با دایناسورها پیدا می‌کند، ۶۵ به صفر نزدیک‌تر است.» این فیلم در متاکریتیک که از میانگین وزنی استفاده می‌کند، بر اساس نظر ۲۵ منتقدین امتیاز ۴۰ از ۱۰۰ را کسب کرده که نشان‌گر «نقدهای مختلط یا متوسط» است. تماشاگرانی که توسط سینماسکور مورد بررسی قرار گرفتند به فیلم نمره متوسط «C+» را در مقیاس «A+» تا «F» دادند، در حالی که آنهایی که در نظرسنجی پست‌ترک شرکت کردند به آن نمره کلی ۵۴٪ مثبت دادند و ۳۷٪ گفتند که قطعاً آن را توصیه می‌کنند.